# Thomson Financial
Das Unternehmen Thomson Financial war ein Anbieter von Informationen und Technologielösungen für die weltweite Finanzindustrie und eine von fünf Gesellschaften von The Thomson Corporation. Im Zuge der Übernahme der Nachrichtenagentur Reuters durch die Thomson-Gruppe und der Gründung des neuen Konzerns Thomson Reuters wurden die Geschäftsbereiche von Reuters mit Thomson Financial am 17. April 2008 zu einer neuen Gesellschaft unter dem Namen Thomson Reuters Markets zusammengelegt. 

## Unternehmensprofil
Thomson Financial gehörte zu den vier Hauptgesellschaften des kanadischen Konglomerats The Thomson Corporation. Hauptkonkurrenten von Thomson Financial waren die Unternehmen Telekurs, Bloomberg News, FactSet und Reuters.
Die wichtigsten Marken waren: Thomson ONE, First Call, Worldscope, Thomson Datastream, SDC, AutEx, BETA, IR Channel, I/B/E/S und Investext.

## Zukäufe
- August 2005: Übernahme des Streaming Spezialisten neTVision AG in Nürnberg
- April 2008: Übernahme von Reuters